# Les godillots sont lourds
Les godillots sont lourds est le quinzième ouvrage de Maurice Fombeure, publié en 1948 aux éditions Gallimard dans la collection blanche de la NRF. Classé comme Récit Autobiographique par l'éditeur.

## Résumé
Alors qu'il est en vacances avec sa famille en Auvergne, le professeur de lettres Maurice Fombeure est mobilisé. Débute alors pour lui un périple à travers la France, le menant de l'Est à l'Ouest, du Nord au Sud, avant de rejoindre son affectation à Pamiers. Trouvant amusant de n'être que sergent alors qu'il devrait être, au minimum, sous-lieutenant, ce diplômé de l'École normale supérieure de Saint-Cloud, à la fois têtu, joyeux, blagueur et amateur de vin, va émailler son parcours militaire d'un esprit troupier espiègle, tout en accomplissant avec sérieux ses missions d'observateur-cartographe au sein de la première compagnie du 57e régiment d'infanterie coloniale.

## Thèmes

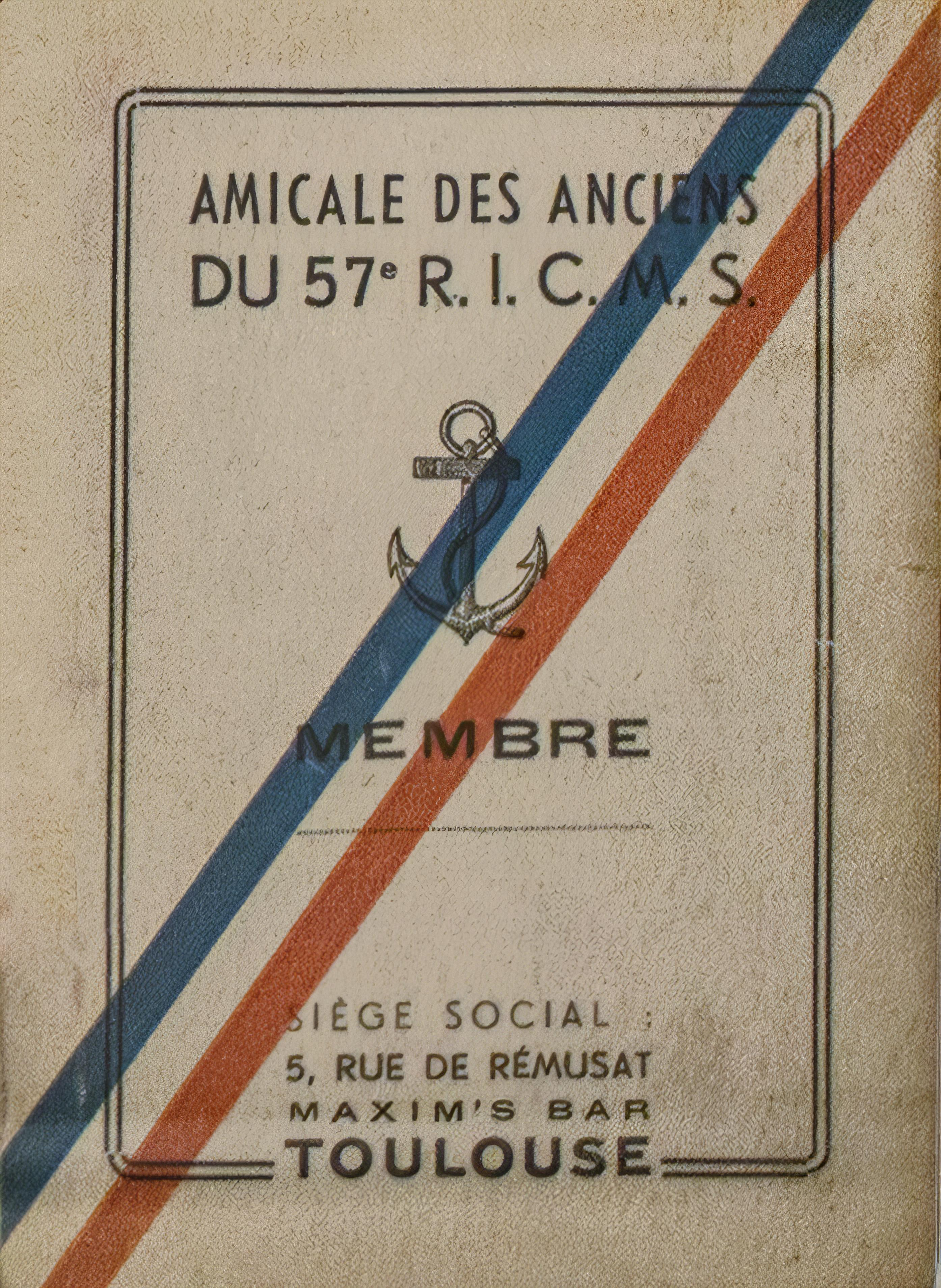
Carte de membre de l'amicale des anciens du 57e régiment d'infanterie coloniale qui deviendra le 57e Régiment d'Infanterie Mixte Sénégalais le 1er mai 1940 RICMS

Ce récit autobiographique offre un regard détaillé sur la mobilisation, combinant journal intime, état d'âme et humour. Fombeure consigne méticuleusement chaque lieu, chaque nom et chaque grade rencontrés au cours de son voyage. Abandonnant toute forme de lyrisme poétique, il affirme « Je ne veux pas que ce soit un livre triste. »

## Analyse et commentaire
Fombeure est déjà un poète reconnu, avec de nombreuses publications chez Gallimard, et participe activement à la vie culturelle et littéraire parisienne,,. Ce diplômé de l'École normale supérieure de Saint-Cloud en lettres modernes a délibérément choisi d'écrire cet ouvrage sans recourir à aucun effet de style. Il y décrit l'esprit de la guerre, mettant en lumière des hommes qui ne savent pas vraiment pourquoi ils se trouvent là, certains considérant même cette expérience comme une forme de grandes vacances.
On y trouve des officiers fraîchement sortis de Saint-Cyr découvrant la complexité de commander des hommes, ainsi que des civils quelque peu effrayés par les contingents qu'ils doivent héberger dans leur village. Fombeure évoque la camaraderie, les inimitiés, mais surtout l'attente du combat et de l'ennemi invisible. Il souligne la proximité et la familiarité entre officiers et sous-officiers, qui marquent la mobilisation comme un événement totalement distinct d'une activité militaire ordinaire.
Un élément central de son récit est l'alcoolisation généralisée des troupes, y compris la sienne. L'ouvrage constitue un témoignage précieux sur le 57e régiment d'infanterie coloniale,  un témoignage aux antipodes du Journal des marches et des opérations du régiment. Il offre une source inestimable d'informations pour quiconque aurait eu un ancêtre dans ce régiment.

### Ressenti de l'auteur
Si Maurice Fombeure choisit délibérément d'éluder dans ce récit les affres de la guerre, il est nécessaire de s'orienter vers ses poésies et ses paroles de chansons pour en mesurer le réel traumatisme vécu. 
En 1967, le chanteur et compositeur Michel Fugain, dans son premier album intitulé Michel Fugain, reprend dans le titre Le Sergent le texte de l'une de ces chansons, originellement appelée Le Retour du sergent. Ces chansons où il livre ses réels sentiments, ainsi que durant la période de l'occupation dans Grenier des saisons, qui comprend l'un de ses poèmes les plus aboutis, intitulé Solitude. Ce poème évoque avec une intensité particulière la douleur liée à la défaite française et à l'occupation de Paris (extrait).

« Je marche sans arrêt

Perclus de solitude,

Dans ces déserts mortels

Tout luisants de regards. »

— Maurice Fombeure, Solitude, 1942

## Prolongements

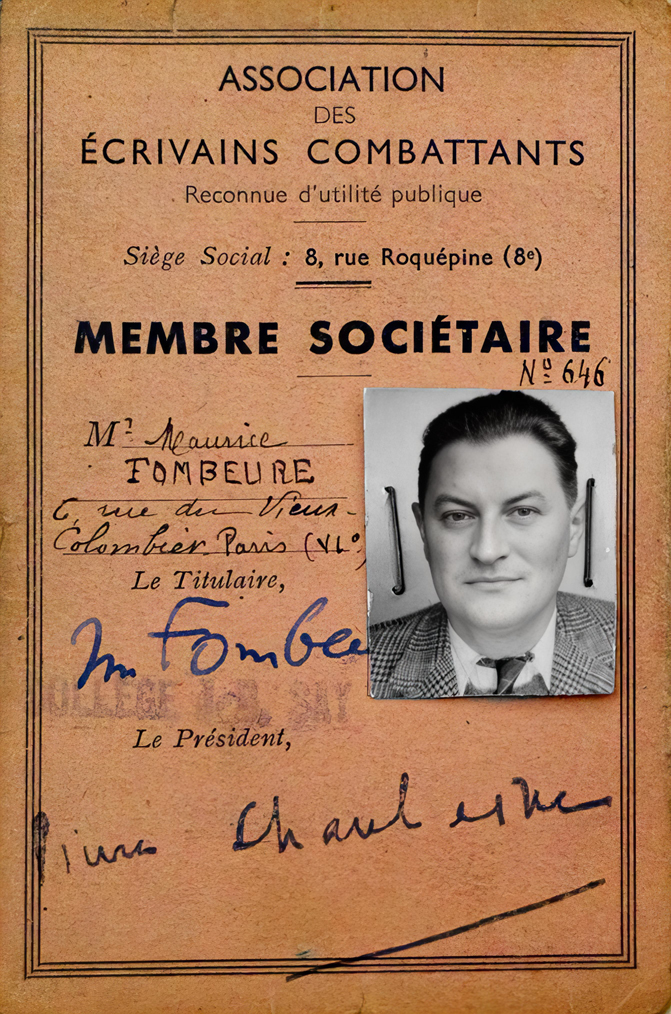
carte des écrivains combattants (musée Maurice Fombeure à Bonneuil-Matours)

Les godillots sont lourds a rencontré un succès populaire, étant réédité à de nombreuses reprises à son époque, attirant ainsi un public très différent de celui de "La Rivière aux oies", son précédent succès. Cependant, il est raisonnable de supposer, compte tenu des circonstances, ce livre constitue le prolongement de "Soldat", son ouvrage précédent qui a également remporté un vif succès auprès du public populaire.

## Citations
Maurice Fombeure, Les godillots sont lourds, p. 48 :
« Appréciation du capitaine X commandant le premier groupe des E.O.R. à Fontainebleau :
 Élève officier de réserve. extrêmement intelligent (je souris - comment ce con aurait-il pu s'en rendre compte, en admettant que ce fût vrai) mais d'une intelligence perverse et volontiers tournée vers l'ironie. Ne semble aucunement persuadé de l'importance du rôle de l'officier français. A fait un léger effort vers la fin du peloton. »